# Sláva Vorlová

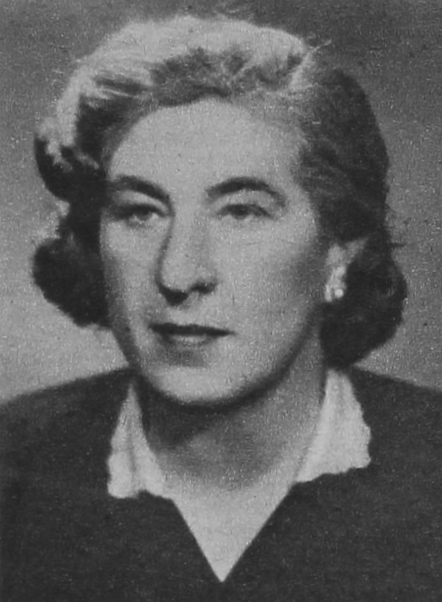
Sláva Vorlová (1952)

Sláva Vorlová (* 15. März 1894 in Náchod; † 24. August 1973 in Prag), Pseudonym Mira Kord, war eine tschechische Pianistin, Dirigentin und Komponistin.

## Leben
Geboren als Miroslava Johnová im nordosttschechischen Náchod, wuchs Sláva Vorlová in einer musikalischen Familie auf. Sie studierte zunächst 1911–1912 Gesang bei Rosa Papier an der k.k. Akademie für Musik und darstellende Kunst in Wien, musste die Ausbildung aber gesundheitsbedingt vorzeitig abbrechen. 1915 übersiedelte sie nach Prag, wo sie 1916–1918 Schülerin von Václav Štěpán (Klavier) und Vítězslav Novák (Komposition) war. 1918 legte sie ihr Staatsexamen in Gesang, Klavier, Musikpädagogik und Chorleitung ab. Nachdem sie 1919 den Unternehmer Rudolf Vorel geheiratet hatte, unterbrach sie ihr künstlerisches Schaffen und arbeitete 15 Jahre in dessen Geschäft für Hüte und Modeaccessoires.
Ab 1933 widmete sie sich wieder vorrangig dem Komponieren. Mit dem Streichquartett Beskiden op. 1 entstanden ab nun ihre für gültig erachteten Werke. Sie setzte auch ihre Studien privat bei František Maxián (Klavier) und Jaroslav Řídký (Komposition) fort. Während der nationalsozialistischen Besatzung Tschechiens betätigten sich Vorlová und ihr Mann im Widerstand. Im Zuge des Prager Aufstands Anfang Mai 1945 wurde Rudolf Vorel vor den Augen seiner Frau von der SS erschossen. Nach einer Erholungsphase in Jeseník besuchte sie erneut Řídkýs Meisterklasse  am Prager Konservatorium, die sie 1948 mit der Jan Masaryk gewidmeten Symphonie op. 18 abschloss. In dieser Zeit lernte sie den Schriftsteller und Musikkritiker Karel Vladimír Hloch kennen, der unter dem Pseudonym V. H.-Roklan ihr wichtigster Librettist und später auch zweiter Ehemann wurde. Am 24. August 1973 erlag Sláva Vorlová einer Krebserkrankung. Ihr Nachlass wird im Tschechischen Musikmuseum (České muzeum hudby) in Prag aufbewahrt.

## Werke (Auswahl)

### Oper
- Goldener Vogel. Märchenoper in sechs Szenen, Libretto: V. H.-Roklan (Karel Vladimír Hloch) op. 27 (1949–1950)
- Rosmarin. Volksstück mit Lieder in vier Akten nach einer Erzählung von Vítězslav Hálek, Libretto: V. H.-Roklan (Karel Vladimír Hloch) op. 30 (1953)
- Náchoder Kassation. Historische Oper in sechs Szenen nach einem Roman von Alois Jirásek, Libretto: V. H.-Roklan (Karel Vladimír Hloch) op. 37 (1955)
- Zwei Welten. Oper in einem Akt, Libretto: V. H.-Roklan (Karel Vladimír Hloch) op. 45 (1958)

### Kantaten
- Ein kleines Land. Kantate nach eigenen Worten für Soli, Chor und Orchester op. 7 (1941–1942)
- Weiße Wolken. Zehn Lieder nach eigenen Texten für Frauenchor und Orchester op. 8 (1942–1943)
- Gesänge von Gondwana. Sinfonisches Epos nach Worten von V. H.-Roklan (Karel Vladimír Hloch) und Emanuel Lešehrad für Soli, Chor und Orchester op. 19 (1948–1949)
- Wir, die Menschen des 20. Jahrhunderts. Sinfonische Ode für Kinderstimmen, Chor und Orchester op. 46 (1959)
- Magellan des Weltraums. Neuzeitliches Oratorium nach Worten von V. H.-Roklan (Karel Vladimír Hloch) für Soli, Kinderstimmen, Chor und Orchester op. 49 (1960)

### Orchesterwerke
- Symphonie op. 18 (1948)
- Tango cantabile für Alt und Orchester op. 23 (1951)
- Božena Němcová. Suite op. 24 (1950–1952)
- Sinfonische Ouvertüre FOK op. 25 (1951)
- Drei tschechische Tänze op. 29 (1953)
- Memento. Sinfonisches Experiment op. 43 (1957)
- Kybernetische Studien op. 56 (1961)
- Perspektiven nach Worten von V. H.-Roklan (Karel Vladimír Hloch) für Erzähler und Orchester op. 90 (1971)

### Instrumentalkonzerte
- Fantasie für Violoncello und Orchester op. 6 (1940)
- Pastorales Konzert für Oboe und Orchester op. 28 (1952)
- Konzert für Trompete und Orchester op. 31 (1953)
- Slowakisches Konzert für Viola und Orchester op. 35 (1954)
- Klarinettenkonzert op. 41 (1956)
- Frühlingskonzert für Flöte und Orchester op. 48 (1959)
- Konzert für Bassklarinette und Streichorchester op. 50 (1961)
- Doppelkonzert für Oboe, Harfe und Orchester op. 59 (1963)
- Emergenz für Violine und Orchester op. 92 (1972)

### Duos und Kammermusik
- Beskiden für Streichquartett op. 1 (1933)
- 2. Streichquartett op. 5 (1939)
- Nonett F-Dur op. 20 (1940)
- Melodische Variationen für Streichquartett op. 22 (1950)
- Zigeunerherz für Violine und Dulcimer op. 52 (1961)
- Miniaturen für Bassklarinette (oder Fagott) und Klavier op. 55 (1962)[1]
- Sonata lyrica a tre für Violine, Viola und Gitarre op. 62 (1964)
- 6 pro 5 für Blechbläserquintett op. 71 (1967)
- Immanenz für Flöte, Bassklarinette, Klavier und Schlagzeug op. 88 (1972)

### Instrument solo
- Fanatasie über ein Volkslied aus dem 15. Jahrhundert für Viola op. 33 (1953)[2]
- Paraphrasen über Hussitenlieder für Klavier op. 34 (1953)
- Drôleries basclarinettiques für Bassklarinette op. 63 (1964)
- Il fauno danzante für Bassklarinette op. 66 (1965)

### Gesangstimme und Klavier
- Drei Lieder nach eigenen Texten für mittlere Stimme und Klavier op. 2 (1934–1935)
- Verlangen. Liederzyklus nach Gedichten von Olga Scheinpflugová für mittlere Stimme und Klavier op. 13 (1946)
- Über die Liebe Liederzyklus nach eigenen Texten für mittlere Stimme und Klavier op. 17 (1947)
- Zigeunerlieder für Bariton und Klavier op. 53 (1961)
- Der Ring der Madonna von Třeboň nach Worten von Jaroslav Seifert für Tenor und Klavier op. 72 (1967)
- ABC (Alphabet). Kinderlieder für zwei Stimmen und Klavier op. 91 (1972)

### Chor
- Zehn nationale Lieder für Kinderchor op. 11 (1944)
- Äsop nach Worten von Rudolf Kuthan nach Äsop op. 12 (1945)
- Der liebe kleine Mond nach Karel Hynek Mácha für Frauenchor und Klavier op. 39 (1956)
- Maliniarky. Neun Lieder nach Texten von Pavol Országh Hviezdoslav für Frauenchor op. 51 (1961)
- Weißes Requiem nach Worten von Václav Němec für gemischten Chor op. 80 (1969)